# お・ばんざい!
『お・ばんざい!』は、毎日放送テレビ（MBSテレビ）が制作し、TBS系列「ドラマ30」枠【時間は平日13:30 - 14:00（JST）】で放送されたテレビドラマ。全40回。放送期間は、2007年9月3日から同年10月26日まで。

## 概要
- 主演は斉藤由貴。斉藤は2006年に放送されたTBS系列愛の劇場「吾輩は主婦である」以来1年ぶりの昼ドラマの主演である。
- 急死した夫の借金返済のために食堂を開くことになる。
- コメディータッチでありながら、日本の社会性を問うストーリーになっているほか、放送中1話毎におばんざいのレシピが紹介される。
- スタッフは「虹のかなた」「がきんちょ～リターン・キッズ～」を制作してきたプロデューサーの登坂琢磨と黒沢淳、劇中音楽担当の渡辺俊幸、役者の藤村俊二とのコンビを中心に、脚本は映画「パッチギ!」や「フラガール」を手掛けた羽原大介と「がきんちょ」の李正姫が担当している。
- 集英社の「YOU」にて同タイトルの漫画が連載されているが、これはこのドラマを原作にしたものである。
- 2007年9月12日（第8回放送日）には、同日午後2時（JST）に安倍晋三首相（当時）の辞任会見を中継するにあたって本編終了後（次回予告も含む）にステーションブレイクなしで、報道特別番組に切り替える異例の処置がとられた。
- 泣き笑いのドラマに、テーマに通じる惣菜が絡まり、独特な世界の物語になっている。

## 登場人物・キャスト

### 花園家
花園 くるみ：斉藤由貴
風太郎の妻。料理は苦手だが、風太郎が亡くなった後、風太郎の料理器具を使ってチャーハン屋を始める。そのほかに、100円食堂を開いてみたり、乾物などのもので料理してみたりと、風太郎の残したものでチャレンジし、レパートリーを増やして問題を解決していった。食堂の常連・北大路常務から商品化の話があり、契約金として500万手に入ると聞き、苦労しながらも順調に行ったが、「つるけん」という京都の料亭の面々が乗り込んで来て、料理対決をすることになる。勝負の日が来る前に置物に頭を打って死んでしまい、風太郎の助けで生き返ってから、死んだ夫と会話できるようになった。
花園 風太郎：田口浩正
くるみの夫。花園組の三代目。くるみと喧嘩をし、家を飛び出したまま川で溺れて亡くなってしまう。が、成仏できず、幽霊として家にずっといて、唯一見えてしゃべれる雷智を通して、くるみにアドバイスをしている。やがて物を触れるようになったり、食べられるようになったりしていく。
花園 桃太郎：阪本奨悟
花園家の長男。中学1年生。風水占いが趣味。美術が得意科目。家の事情を考え暫くの間、生みの母・菜々子の元に行ったが、また花園家に戻ってくることになった。
花園 苺：山内菜々
花園家の長女。小学4年生。貧乏が大嫌いで、お金が大好き。桃太郎と同様、花園家に戻ってくる。くるみとは対立していたが、料理を手伝ったりして、よく気が利く子になってゆく。亡くなった父親・風太郎のことを作文に書いて、賞をもらったことも。
花園 雷智：谷端奏人
花園家の次男。5歳の幼稚園児。しかし、いまだにおねしょが直っていない。亡くなった風太郎の霊と、話ができる人物である（くるみが一度意識を失うまで、彼以外の人に風太郎の霊が見えなかった）。
風太郎を通して、黄金チャーハンや五味五色などのヒントを与えていった。

### 花園家の住み込み職人
山形 棟雄：大友康平
密かにくるみに思いを寄せている。新聞小説の切り抜きが趣味。
多古 哲司：石倉三郎
口が悪い。花園組で30年働いている。
飯田 圭太：石井智也
元不良。花園家に身元引き受け人になってもらった。富山県出身。
ピエール：ジリ・ヴァンソン
日本建築を学びに来ている日本大好きの、関西弁のフランス人。

### バーバー馬場
馬場 春枝：大空眞弓（特別出演）
近所の散髪屋「バーバー馬場」を営んでいる。35年前の元ミス北千住。
馬場 崇：北原雅樹
春枝の息子。くるみに思いを寄せている。

### 四つ葉学園
園長：藤村俊二（特別出演）
くるみが育った児童養護保育施設・四つ葉学園の園長。
坂下 彩：夏生さち
16歳。くるみが育った児童養護保育施設の後輩にあたる。園長の考えで花園家にお世話になった当初、無口で誰も声を聞いたことが無かった。
落合 明日香：山田まりや
「四つ葉学園」でのくるみの妹分。卒園後ダンサーを目指していた。

### スーパー・コガネザワ
小金沢（父）：北島義明
スーパー・コガネザワの店主。
小金沢（長男）：児玉真楽
苺の同級生。苺に思いをよせている。

### 花園家の関係者
桜井 菜々子：横山めぐみ
風太郎の元妻で、桃太郎と苺の実母。フランスでパティシエになり日本に戻ってきた。

### その他
近所の女医： 麻木久仁子（特別出演）
花園家の近所で開業している女医。
古物商：六平直政（特別出演）
カメラマン：六平直政（二役）
金丸 薫：池谷のぶえ
花園組が先代時代、新築を請け負った邸宅の娘。現在1児の母。
金丸佳世：宇野天生
多古直人：桂憲一、木下裕太（少年期）
花園組の多古哲司の息子。生家で農業を営む。
多古悦子：宮田早苗
直人の妻。夫と舅の仲を心配している。
落合弘樹：水木英昭
明日香の婚約者。
弘樹の母：吉野佳子
呉服店を経営。「人の価値を決めるのは仕事」という商売主義で、専業主婦を望む明日香との結婚に反対している。
北大路常務：大石吾朗
くるみ食堂の常連客。くるみを気に入り新商品の企画参加に抜擢し課題料理を出す。
渋谷美咲：小林美江
北大路常務の部下。
飯田真吾：内山眞人
圭太の弟。トップホストになっていた。
飯田芳子：阿知波悟美
圭太・真吾の母。現在は故人。
鶴田：隆大介
京都の高級料亭『つるけん』の料理長。くるみの商品化の課題であった五味五色料理がきっかけでくるみに料理対決を申し出る。実はくるみとは旧知の仲である。
百瀬実咲
馬場佑樹

## 主題歌
- 「SHINE」 - 東方神起 （Rhythm zone）

東方神起が同枠主題歌を担当するのは「家族善哉」以来2度目。

## スタッフ
- 脚本：羽原大介、李正姫
- 制作：藪内広之
- プロデューサー：登坂琢磨、黒沢淳
- 演出：村上牧人、川田理、谷口和彦
- 音楽：渡辺俊幸
- フード・オリジネーター：石川範子
- フードコーディネーター：住川啓子
- 料理監修：高橋幸男（協力：東京調理師振興会）
- 編成：高橋俊博
- 番組宣伝：石田敦子、折目妙子、渡辺優子
- 協力：ラブニール国際K･Hカレッジ、フォーチュン、フジアール、緑山スタジオ・シティ、ブル、メディアハウス・サウンドデザイン、ビデオ・パック・ニッポン
- 制作協力：テレパック（クレジット表示なし）
- 製作著作：毎日放送テレビ

## サブタイトル
| 週              | サブタイトル             | 演出     |
| --------------- | ------------------------ | -------- |
| 第1週           | 涙の夫婦チャーハン       | 村上牧人 |
| 第2週           | 想い出のみかんコロッケ   | 村上牧人 |
| 第3週           | 曲がったキュウリの子守唄 | 川田理   |
| 第4週           | 真っ赤なトマトは涙色     | 川田理   |
| 第5週           | 噂のオバケ!?お弁当大作戦 | 谷口和彦 |
| 第6週           | 踊る♪牛スジカレー♪       | 川田理   |
| 第7週           | 珍味!ヒミツの兄弟鍋!?    | 村上牧人 |
| 第8週（最終週） | 対決!?おばんざいへの道   | 村上牧人 |

## コラボレーション
- 全国の「柿安」ダイニングにて、番組オリジナルおばんざいを発売。

ドラマ30枠での、食品のコラボレートは「コンビにまりあ」（山崎製パン製・菓子パン）以来6年半ぶり2度目になる。
- 集英社「YOU」にて亜月裕作画による漫画版連載。単行本全1巻。
- ソニー・マガジンズより、ノベライズ本（上・下巻）を発売。
- ミリカ・ミュージックより、サントラCDを発売。

## 動画配信
以上のインターネットテレビの定額制見放題 (SVOD) で視聴できる。
- U-NEXT
- TSUTAYA TV